# Palais du Prince Max
Le palais du Prince Max (Prinz-Max-Palais en allemand) est un palais de Karlsruhe, en Allemagne. Il est situé à la limite ouest du centre-ville, au bord de la Karlstraße. Il a été construit de 1881 à 1884 pour un banquier à la retraite, August Schmieder, qui avait fait fortune à Breslau. En 1894, il est acquis par le prince Max de Bade, cousin et héritier du grand-duc Frédéric II, dont le mariage est resté stérile. L'architecte, Josef Durm, était alors attaché au grand-duc de Bade, et il a notamment réalisé le palais du grand-duc héritier dix ans plus tard pour Frédéric II.
Le palais est partiellement détruit pendant la Seconde Guerre mondiale, lors des bombardements de 1944. Après la reconstruction, il a d'abord servi de siège au Tribunal constitutionnel fédéral et à l'école de pédagogie. Il sert actuellement de cinémathèque et de bibliothèque pour enfants et certaines salles accueillent aussi un café, une société littéraire, le musée de la littérature du Rhin supérieur et une section du musée de la ville.